# Вилхелм фон Гунделфинген
Вилхелм фон Гунделфинген (на немски: Wilhelm von Gundelfingen; † 12 март/11 октомври 1459) е благородник от Гунделфинген на Дунав („линия Нидергунделфинген“).

## Биография
Той е третият син на рицар Стефан II фон Гунделфинген, наричан фон Дернек, Хоенгунделфинген-Нойфра († 1428) и съпругата му Анна фон Валдбург († 1429), вдовица на Хайнрих II (V) фон Монфор-Тетнанг († сл. 1394), дъщеря на Йохан II фон Валдбург († 1424). Внук е на рицар Стефан I фон Гунделфинген-Дернек († 1381/1395) и Маргарета фон Хевен († 1398).
Фамилията Гунделфинген е голяма швабска благородническа фамилия. През 1408 г. Майка му Анна фон Валдбург, заедно с нейните деца, е издигната от крал Рупрехт в съсловието на фрайхерен.
Вилхелм и брат му Дегенхарт (1408 – 1488/1490) успяват през 1442 г. да купят обратно отново град Хайниген. През 1450 г. Вилхелм е в опекунския съвет на „линията Урах“ на графството Вюртемберг.

## Фамилия
Вилхелм фон Гунделфинген се жени за Магдалена фон Лупфен († 13 декември 1482). Те имат осем деца:
- Георг фон Гунделфинген († 20 май 1489), фрайхер на Гунделфинген, женен за Валпурга фон Кирхберг († 25 януари 1495), дъщеря на граф Филип фон Кирхберг († 1510) и Елизабет фон Шаунберг († 1491)
- дете († сл. 1485)
- Магдалена († 1 май 1498)
- Ерхард († 13 март 1513)
- Дегенхарт († 3/14 февруари 1503)
- Конрад († сл. 1477)
- Вилхелм († 3 декември 1476)
- Агнес († сл. 1503), омъжена за Еразмус фон Шехинген († 1503)